# Johnny Carson

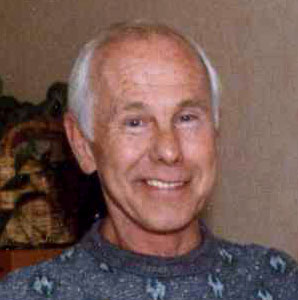
Johnny Carson

John William „Johnny“ Carson (* 23. Oktober 1925 in Corning, Iowa; † 23. Januar 2005 in Los Angeles, Kalifornien) war ein US-amerikanischer Showmaster und einer der bekanntesten Entertainer der USA. Zwischen 1962 und 1992 war er Gastgeber von The Tonight Show, der erfolgreichsten Late-Night-Show des amerikanischen Fernsehens.

## Leben
Carson wuchs ab 1933 als eines von drei Kindern von Homer L. Carson, Manager eines Energieversorgungsunternehmens, und dessen Frau Ruth Hook Carson in Norfolk, Nebraska auf und diente von 1943 bis 1946 in der United States Navy. Anschließend bekam er einen Job beim Radio und wechselte später zu Spielsendungen. Etwas später schrieb er für den Komiker Red Skelton. Bevor er The Tonight Show übernahm, war er Moderator verschiedener Sendungen, darunter der Johnny Carson Show und der Spielsendung Who Do You Trust?.
Am 2. Oktober 1962 wurde er Moderator der Tonight Show, der ersten Late Night Show der Welt. Sein Ko-Gastgeber war 30 Jahre lang Ed McMahon. Als ersten Gast empfing er Groucho Marx. Für Millionen Amerikaner wurde die Tonight Show with Johnny Carson zu einem allabendlichen Ritual. Die Sendung startete mit einer Signation, die Carson zusammen mit Paul Anka komponiert hatte (Johnny’s Theme) und auf Schallplatte von Henry Mancini eingespielt wurde, und der Ankündigung McMahons Heeeeeeere’s Johnny. Es folgte ein kurzer komödiantischer Monolog von Carson. Die Sendung prägten Comedy, Interviews und Musik. Carsons Markenzeichen war ein Golfschwung am Ende seiner Monologe.
Sensationell war die Einschaltquote, als der Sänger Tiny Tim am 17. Dezember 1969 während der Show Miss Vicky heiratete. 1973 überraschte Carson den Mentalisten und Bühnenmagier Uri Geller, der vorgab, übernatürliche Kräfte zu haben, indem er ihm Löffel aus seiner Schreibtischschublade reichte. Geller war unfähig, sie zu verbiegen, aufgrund „diverser Dinge, die im Spiel waren“, so Geller später. In der Sendung vom 19. Dezember 1973 verulkte Carson sein Publikum, indem er behauptete, es stünde eine Rationierung von Toilettenpapier bevor – und löste damit den weltweit ersten Panikkauf dieses Haushaltsprodukts aus.

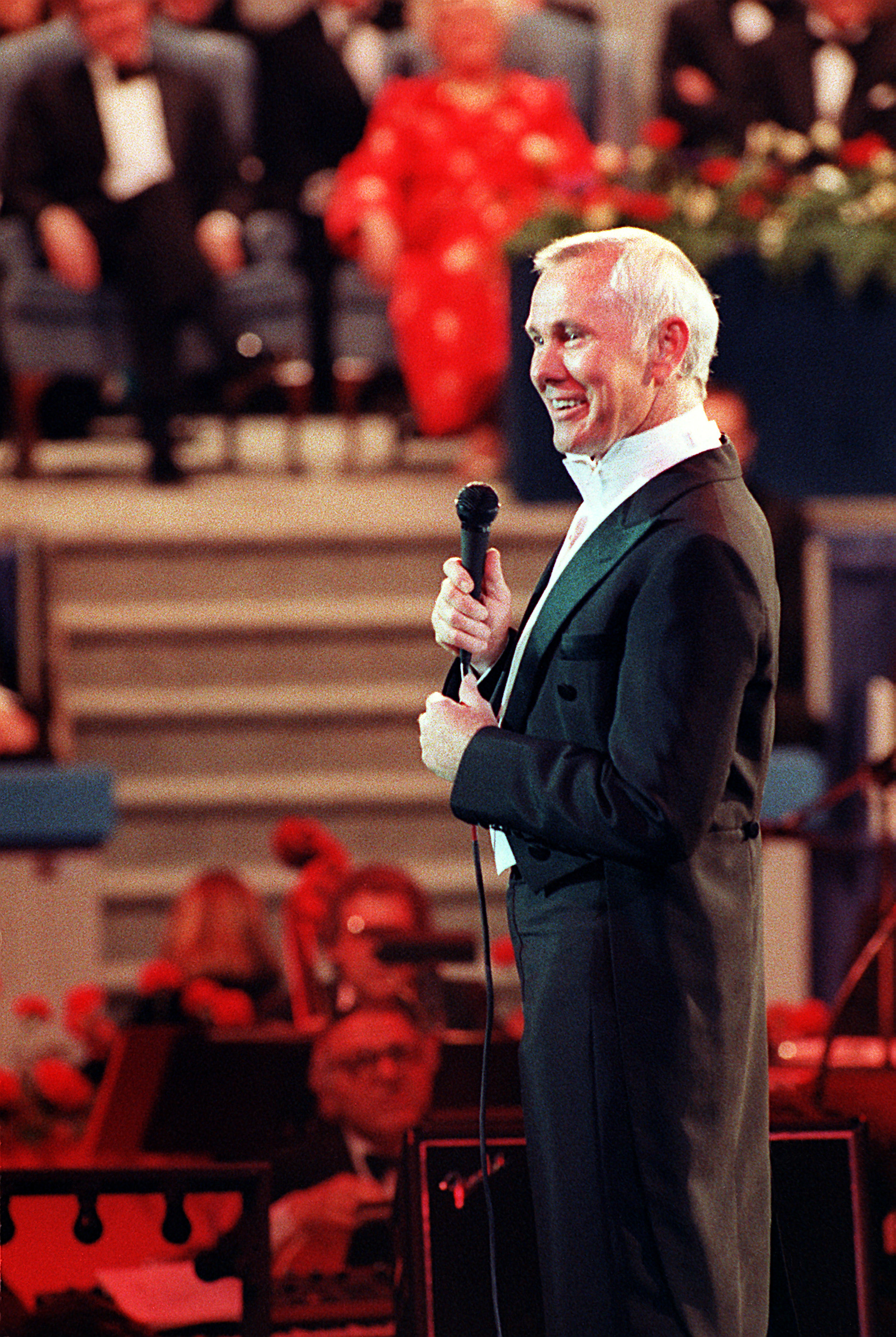
Carson (1981)

Mit 67 Jahren beendete Carson nach 29 Jahren, sieben Monaten und 21 Tagen 1992 seine Karriere. Die Tonight Show übernahm Jay Leno. Carsons Souveränität, so urteilte einmal die New York Times, machte ihn zum „vielleicht prominentesten Kommentator“ des Landes, abgesehen vielleicht vom Journalisten Walter Cronkite.
Carson war viermal verheiratet und wurde dreimal geschieden. Mit seiner ersten Frau Joan Morrill Wolcott hatte er drei Kinder. Seine letzte Ehe mit Alexis Maas dauerte vom 20. Juni 1987 bis zu seinem Tod. Carson wurde 1987 mit der Aufnahme in die Television Hall of Fame geehrt. Er erhielt sechs Emmys und den George Foster Peabody Award. Im Jahr 1992 wurde ihm die Medal of Freedom des US-Präsidenten verliehen. Außerdem war Carson Mitglied bei der Skeptics Society, einer Gesellschaft zur Förderung von wissenschaftlichem und skeptischem Denken.
Carson starb am 23. Januar 2005 im Alter von 79 Jahren in Los Angeles an den Folgen eines Lungenemphysems. Sein Bruder Richard „Dick“ Carson (1929–2021) war als Fernsehregisseur tätig.
In dem vielleicht bekanntesten Zitat des Films Shining von Stanley Kubrick sagt Jack (gespielt von Jack Nicholson): „Here’s Johnny“ (in der deutschen Synchronisation: „Hier ist Jacky“), als er mit der Axt die Badezimmertür eingeschlagen hat. Nicholson improvisierte dieses Zitat während des Drehs in Anspielung auf Carson.
Der Asteroid des inneren Hauptgürtels (3252) Johnny ist nach ihm benannt.